# Notiobiella paddiae
Notiobiella paddiae är en insektsart som beskrevs av Monserrat 1984. Notiobiella paddiae ingår i släktet Notiobiella och familjen florsländor. Inga underarter finns listade i Catalogue of Life.